# Кусейр
Ель-Кусейр (араб. القصير — «невелика фортеця») — єгипетське місто на березі Червоного моря.
Знаходиться за 130 км на південь від Хургади та за 103 км північніше Марса-Алама.

## Історія
Ще при єгипетському фараоні Ментухотепі IV на цьому місці було засновано місто Джаа, яке увійшло до XVI ному. Джаа було важливим давньоєгипетськими портом. Зокрема, з нього відправляли морські експедиції в країну Пунт. Кораблі для особливо великих експедицій виготовляли у Фівах, і тягли в Джаа волоком, через Ваді-Хаммамат.

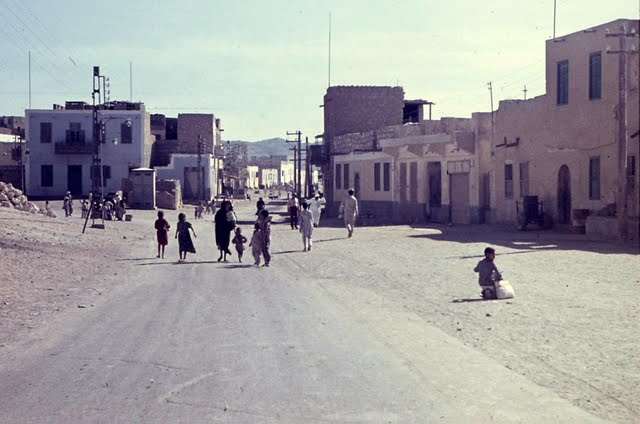
Ель-Кусейр, у старому місті

У період еллінізму тут стояло місто Левкос Лімен (Біла Гавань). 1999 року у ході розкопок в «Старому Кусейрі» були виявлені папіруси, що розповідають про історію Кусейра в римську і середньовічну епохи.
В ісламський період Ель-Кусейр отримав свою сучасну назву. До приходу ісламу це місто почало приходити в запустіння, однак при мамлюках Кусейр став використовуватися для відправки паломників в Хіджаз — і місто знову розцвіло.
За часів французької окупації в Кусейрі знаходився один з центрів боротьби за свободу.
Зараз Ель-Кусейр набирає популярність курорту.

## Пам'ятки
У Кусейрі знаходяться залишки римського порту, у якому було знайдено безліч амфор і керамічних виробів. Також у місті можна побачити османський форт Селіма і красиву мечеть Аль-Фарран.

## Готелі
Готелі, розташовані в Ель-Кусейрі :
| Уровень   | Название                 |
| --------- | ------------------------ |
| 5/5 зірок | AKASSIA SWISS INN RESORT |
| 5/5 зірок | MOVENPICK RESORT         |
| 4/5 зірок | Flamenko Beach Resort    |
| 4/5 зірок | CARNELIA RESORT          |
| 4/5 зірок | Utopia Beach Club        |
| 4/5 зірок | CINDERELLA BEACH         |
| 3/5 зірок | Mangrove Bay Resort      |

## Клімат
| Клімат міста                                              | Клімат міста | Клімат міста | Клімат міста | Клімат міста | Клімат міста | Клімат міста | Клімат міста | Клімат міста | Клімат міста | Клімат міста | Клімат міста | Клімат міста | Клімат міста |
| Показник                                                  | Січ.         | Лют.         | Бер.         | Квіт.        | Трав.        | Черв.        | Лип.         | Серп.        | Вер.         | Жовт.        | Лист.        | Груд.        | Рік          |
| Абсолютний максимум, °C                                   | 30,4         | 31,4         | 38,3         | 42,2         | 44,6         | 41,0         | 37,6         | 38,3         | 36,4         | 36,7         | 32,8         | 31,3         |              |
| Середній максимум, °C                                     | 21,9         | 22,6         | 24,5         | 27,1         | 29,8         | 31,8         | 32,6         | 32,7         | 31,6         | 29,3         | 24,7         | 23,2         | 27,7         |
| Середня температура, °C                                   | 17,8         | 18,5         | 20,5         | 23,5         | 26,4         | 28,8         | 29,6         | 29,9         | 28,3         | 25,9         | 22,5         | 19,2         | 24,2         |
| Середній мінімум, °C                                      | 13,8         | 14,3         | 16,4         | 19,7         | 22,7         | 25,4         | 26,1         | 26,4         | 25,0         | 22,4         | 17,8         | 15,5         | 20,5         |
| Абсолютний мінімум, °C                                    | 9,0          | 8,8          | 9,2          | 12,7         | 16,6         | 21,2         | 21,3         | 23,0         | 18,1         | 17,5         | 12,4         | 9,3          |              |
| Норма опадів, мм                                          | 0            | 0            | 0            | 0            | 0            | 0            | 0            | 0            | 0            | 1            | 1            | 1            | 3            |
| Днів з опадами                                            | 0            | 0            | 0,1          | 0,1          | 0            | 0            | 0            | 0            | 0            | 0,3          | 0,5          | 0            | 1,0          |
| Вологість повітря, %                                      | 51           | 48           | 50           | 50           | 48           | 48           | 50           | 51           | 54           | 56           | 54           | 54           | 51.2         |
| --------------------------------------------------------- | ------------ | ------------ | ------------ | ------------ | ------------ | ------------ | ------------ | ------------ | ------------ | ------------ | ------------ | ------------ | ------------ |
| Джерело: NOAA, Climate Charts Weather2Travel for sunshine |              |              |              |              |              |              |              |              |              |              |              |              |              |